# 12e Régiment de Cuirassiers
Il 12e Régiment de Cuirassiers (dal francese "12º Reggimento di Corazzieri") è un'unità dell'esercito francese creata nel 1668